# 쏭
쏭(본명: 김상수, 1989년 10월 5일 ~ )은 대한민국의 전직 리그 오브 레전드 프로게이머이다. 현재 프로게임단 지도자로 활동하고 있다. 선수 시절 아이디는 SSONG이며 포지션은 미드였다.

## 선수 시절
2012년 5월 나진 블랙 소드에 입단하면서 프로 커리어를 시작했다. 2012 서머 시즌에서는 무난한 모습을 보여주었다. 2012-2013 윈터 시즌에서는 좋은 활약상을 보여주면서 팀의 우승에 기여했다.
2013 서머 시즌에서는 16강에서 조기에 탈락했다. NLB 서머에서는 나그네가 주전을 차지하면서 서브 선수로 활동했다. 롤드컵 시즌 3에서는 출전하지 않았다.
2013-2014 윈터 시즌에서는 서포터로 포지션을 변경했다. 스프링 시즌에서는 출전을 하지 못했다.
2014년 5월 16일, 현역에서 은퇴했다.

## 지도자 생활
2014년 5월 16일, 나진 소드의 코치로 부임했다. 2014시즌 종료 후 나진 형제팀이 합쳐지는 과정에서 나진 통합팀의 코치로 부임했다. 2015년 1월, 팀에서 퇴단했다.
2015년 6월, 락스 타이거즈의 코치로 부임했다.
2017시즌을 앞두고 롱주 게이밍의 코치로 부임했다. 2017년 3월, 팀에서 퇴단했다.
2017년 5월, 임모탈즈의 코치로 부임했다.
2018시즌을 앞두고 팀 솔로미드의 감독으로 부임했다. 서머 시즌을 앞두고 코치로 직책이 변경되었다.
2018년 10월에는 클라우드 나인의 임시 코치로 부임했다.
2019시즌을 앞두고 카운터 로직 게이밍의 감독으로 부임했다.
2020시즌을 앞두고 DRX의 감독대행으로 부임했다. 스프링 시즌 팀의 포스트시즌 진출에 기여했다. 서머 시즌을 앞두고 씨맥이 징계기간이 끝나 복귀하면서 코치로 보직을 변경했다. 2021시즌 종료 후 팀에서 퇴단했다.
2022년 2월 14일, DRX의 감독으로 부임하면서 팀에 복귀했다. 리그 오브 레전드 월드 챔피언십 2022에 참가하였으며 팀의 첫번째 월즈 우승에 기여했다. 2022시즌 종료 후 FA가 되면서 감독직에서 물러났다.

## 소속팀

### 선수
| # | 팀명           | 소속 기간             | 소속 리그 | 비고 |
| - | -------------- | --------------------- | --------- | ---- |
| 1 | 나진 블랙 소드 | 2012.05.29~2014.05.16 | LCK       |      |

### 지도자
| #  | 팀명               | 직책     | 소속 기간             | 소속 리그 | 비고 |
| -- | ------------------ | -------- | --------------------- | --------- | ---- |
| 1  | 나진 블랙 소드     | 코치     | 2014.05.16~2015.01.16 | LCK       |      |
| 2  | 락스 타이거즈      | 코치     | 2015.6.30~2016.12.02  | LCK       |      |
| 3  | 롱주 게이밍        | 코치     | 2016.12.02~2017.03.01 | LCK       |      |
| 4  | 임모탈즈           | 코치     | 2017.05.18~2017.11.01 | LCS       |      |
| 5  | 팀 솔로미드        | 감독     | 2017.12.05~2018.06.27 | LCS       |      |
| 6  | 팀 솔로미드        | 코치     | 2018.06.27~2018.10.12 | LCS       |      |
| 7  | 클라우드 나인      | 코치     | 2018.10.14~2018.11.19 | LCS       |      |
| 8  | 에코 폭스          | 코치     | 2018.11.20~2019.08.17 | LCS       |      |
| 9  | 카운터 로직 게이밍 | 감독     | 2019.11.22~2020.08.11 | LCS       |      |
| 10 | DRX                | 감독대행 | 2020.12.18~2021.05.20 | LCK       |      |
| 11 | DRX                | 코치     | 2021.05.20~2021.11.16 | LCK       |      |
| 12 | DRX                | 감독     | 2022.02.14~2022.11.22 | LCK       |      |

## 수상 내역

### 선수
- 리그 오브 레전드 월드 챔피언십 시즌 2 8강
- MLG 폴 시즌 챔피언십 2012 준우승
- 올림푸스 리그 오브 레전드 챔피언스 윈터 2012-2013 우승
- 이엠텍 나이스게임TV 리그 오브 레전드 배틀 스프링 2013 우승
- 기가바이트 나이스게임TV 리그 오브 레전드 배틀 서머 2013 우승
- 리그 오브 레전드 월드 챔피언십 시즌 3 4강
- ZOTAC 나이스게임TV 리그 오브 레전드 배틀 윈터 2013-2014 준우승
- 빅파일 나이스게임TV 리그 오브 레전드 배틀 스프링 2014 준우승

### 지도자
- 리그 오브 레전드 월드 챔피언십 2015 준우승
- 롯데 꼬깔콘 리그 오브 레전드 챔피언스 코리아 스프링 2016 준우승
- 코카콜라 제로 리그 오브 레전드 챔피언스 코리아 서머 2016 우승
- 리그 오브 레전드 월드 챔피언십 2016 4강
- 2016 LoL KeSPA컵 우승
- 리그 오브 레전드 챔피언십 시리즈 서머 2017 준우승
- 리그 오브 레전드 월드 챔피언십 2022 우승